# Museum KeltenKeller

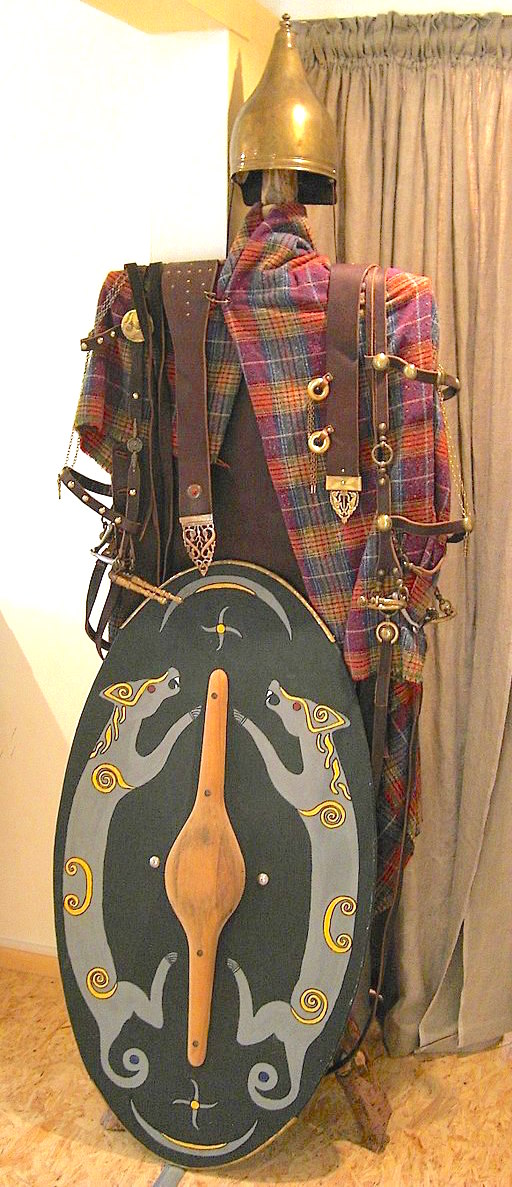
Keltische Kriegertracht im Museum KeltenKeller

Das Museum KeltenKeller in Rodheim-Bieber wurde Anfang 2007 gegründet. Es werden zahlreiche Originalfunde vom Dünsberg ausgestellt. Das Museum ist im Gebäude der Gemeindeverwaltung (Am Mühlberg 9) untergebracht und verfügt neben den Ausstellungsräumen über  angeschlossene Arbeitsräume und ein Magazin, um den Verbleib der Funde und ihre Ausstellung vor Ort zu gewährleisten.

## Trägerverein
Das Museum wird vom Verein Archäologie im Gleiberger Land e. V. getragen, der im Jahre 2005 gegründet wurde. Mitglieder des Vereins sind die Grabungsmannschaft der Ausgrabungen am Dünsberg sowie die Freunde und Förderer der Archäologie des Gleiberger Landes im Umkreis von Gießen. Die ehrenamtliche Arbeit von interessierten Laien und Heimatforschern sowie internationalen Studenten wird von Archäologen fachlich geleitet.
Die wissenschaftliche Auswertung der bisherigen Grabungen am Dünsberg ist eines der wesentlichen Ziele des Vereins. Dazu müssen die Funde vom Dünsberg restauriert und die wissenschaftliche Auswertung finanziert und gewährleistet werden.
Über den Dünsberg hinaus tätigt der Verein eine Unterstützung der Landesdenkmalpflege auf regionaler Basis. Dazu gehören Ausgrabungen gefährdeter Bodendenkmäler, gezielte Suche nach noch unbekannten Fundstellen und Führung eines Denkmalkatasters.
Im europäischen Rahmen nahm der Verein an dem von der EU geförderten Projekt Rome’s conquest of Europe: Military aggression, native responses and the European public today teil, das sich mit der kriegerischen Expansion des Römischen Reiches befasst.
Archäologie im Gleiberger Land e.V. ist ein gemeinnütziger Verein und auf die Unterstützung durch Spenden angewiesen. Um die Restaurierung der zahlreichen Eisen- und Bronzefunde zu finanzieren, werden Patenschaften für Funde vergeben. Dem Fundpaten wird eine entsprechende Urkunde überreicht und im Museum KeltenKeller ausgestellt.

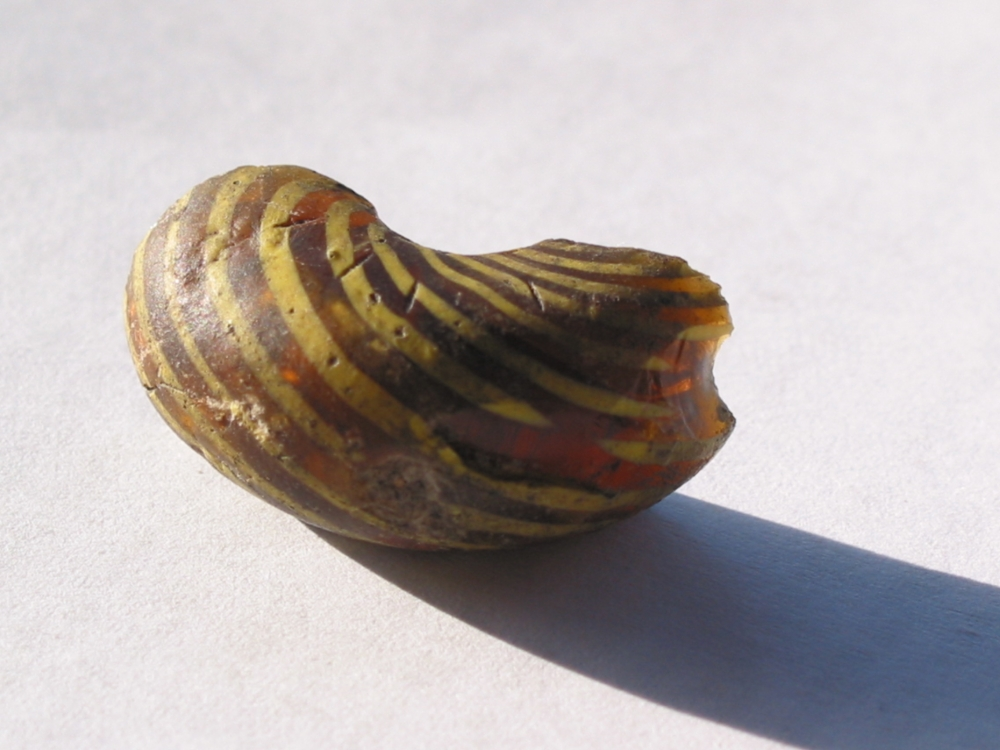
keltische Glasperle vom Dünsberg
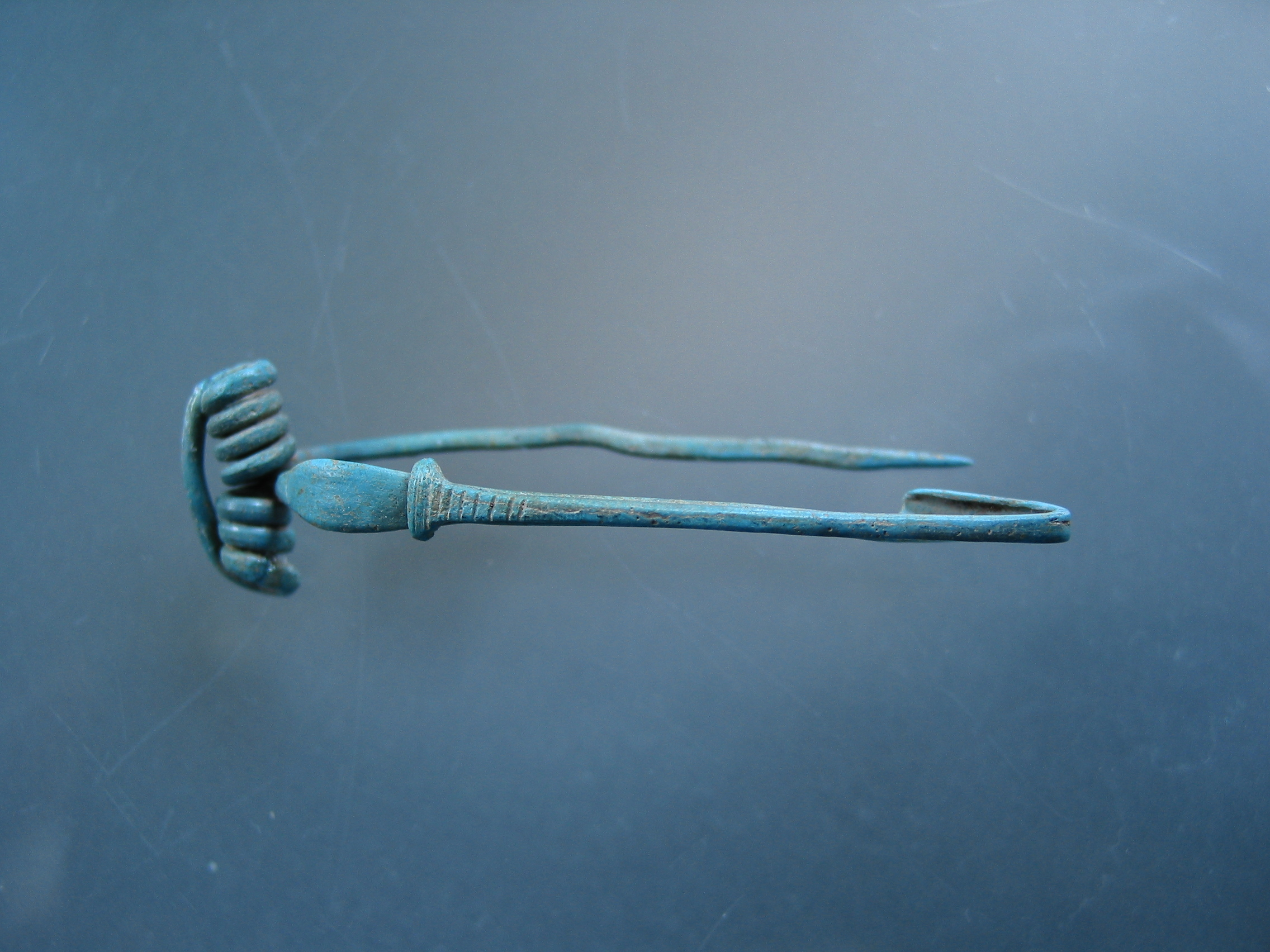
keltische Fibel aus Bronze vom Dünsberg
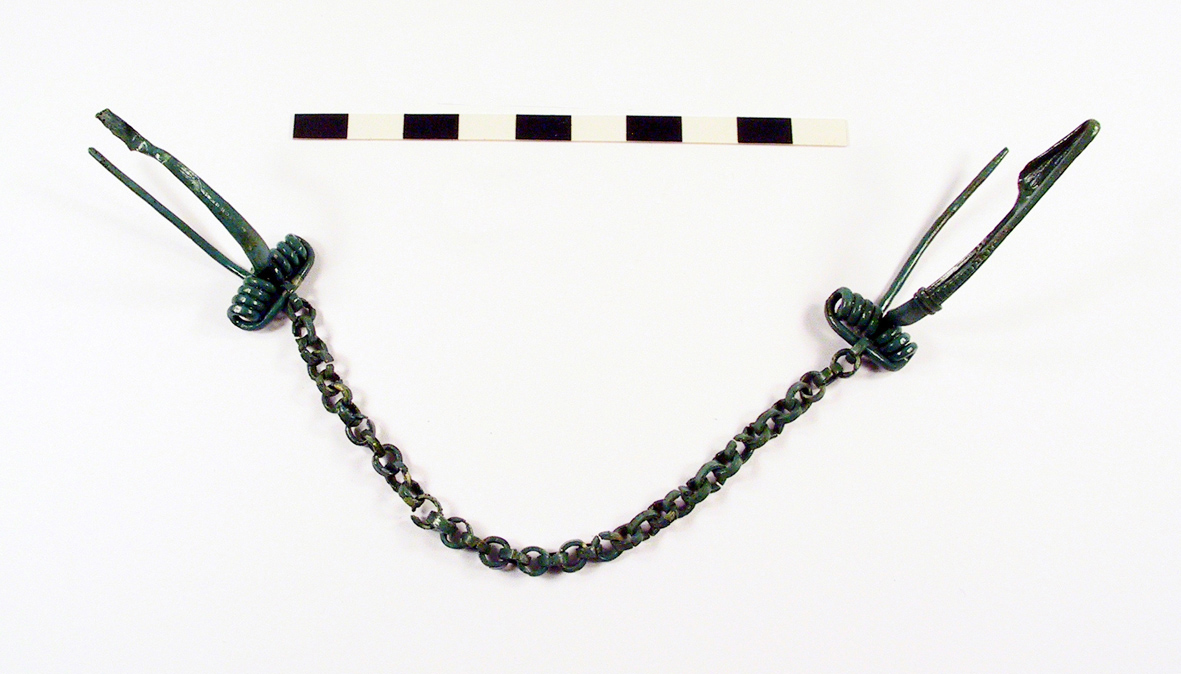
keltisches Fibelpaar mit Verbindungskettchen aus Bronze vom Dünsberg
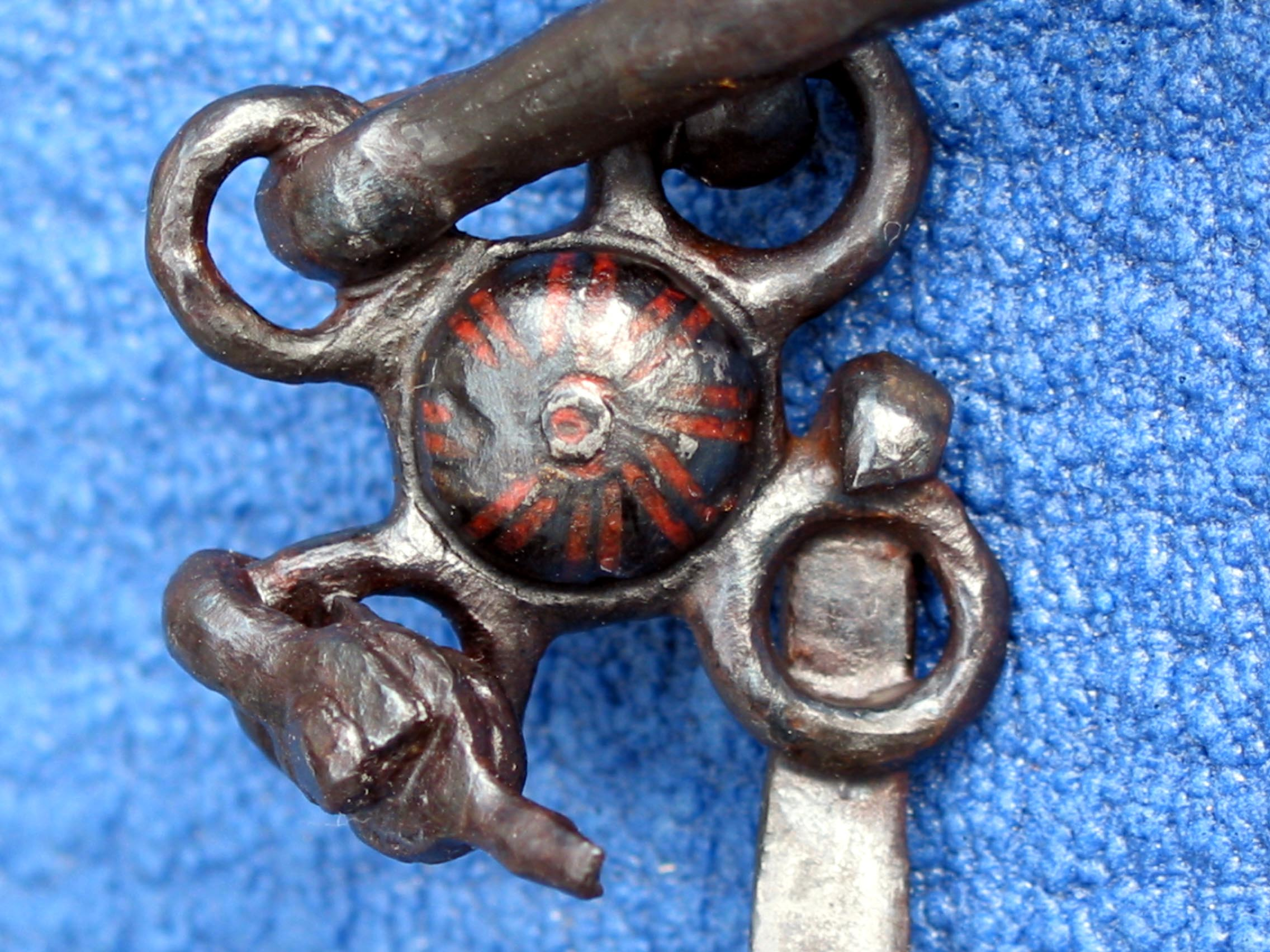
keltisches Trensenfragment aus Eisen mit roten Emaileinlagen vom Dünsberg
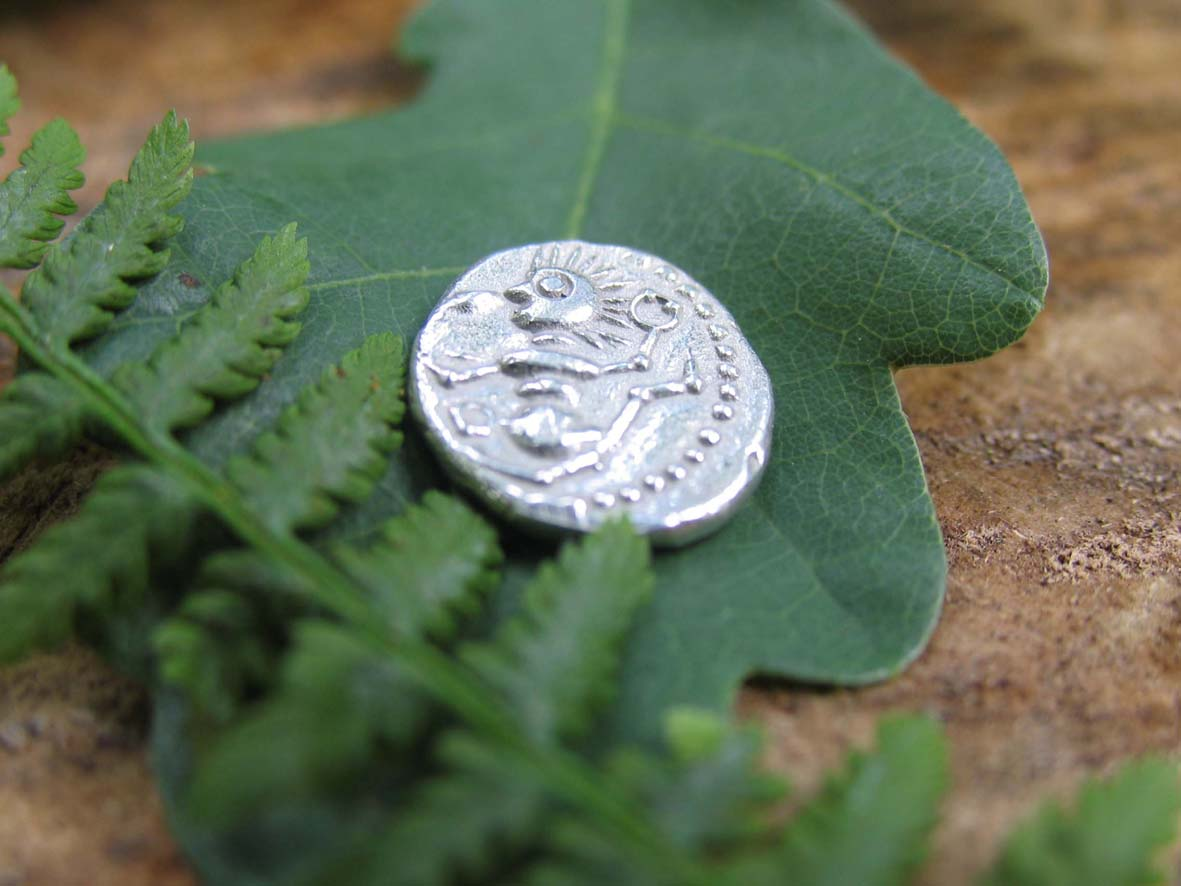
keltische Silbermünze vom Dünsberg, so genanntes Tanzendes Männlein. Replikat

## Ausgrabungen
- "Neue Ausgrabungen auf dem Dünsberg": Die Grabungen am Dünsberg 2002
- "Alle Jahre wieder": Die Grabungen am Dünsberg 2003
- "Gold und Silber wünsch´ ich mir ...": Die Grabungen am Dünsberg 2004
- "Hügelgrab aus der Urnenfelderzeit"

## Publikationen

### Selbstverlag
- Der Dünsberg bei Biebertal, Kreis Gießen. Archäologische Ausgrabungen in einer keltischen Stadt. Biebertal 2006, ISBN 3-00-018809-6.

### Online
- 'Keltenstadt' Dünsberg im Fokus internationalen Interesses